# الیزا (فیلم ۱۹۹۵)
الیزا (به فرانسوی: Élisa) فیلمی درام به کارگردانی ژان بکر و به بازیگری ونسا پارادی، ژرار دوپاردیو، کلوتیلد کورو، فریمن ریچارد، فلورانس توماسن و سککو سال است که در سال ۱۹۹۵ منتشر شد.
این فیلم نامزد جایزه سزار بوده‌است.

## داستان
داستان فیلم از آنجایی شروع می‌شود که الیزا و دختر سه ساله‌اش، ماری درحال گرفتن جشن کریسمس هستند که الیزا سعی می‌کند با کوسن ماری را خفه کند، بعد همه جا را به آتش می‌کشد و سپس با گلوله خودکشی می‌کند. ماری از آتش‌سوزی جان سالم به درد برده اما اکنون در یتیم‌خانه به همراه دوستانش سولنج و اَحمد زندگی می‌کند. ماری پدرش را که در زمان کودکی او خانواده اش را ترک کرد مقصر مرگ مادرش می‌داند و قصد انتقام از او را دارد.

## بازیگران
- ونسا پارادی در نقش ماری دسمولین
- ژرار دوپاردیو در نقش لبوویچ دسمولین
- کلوتیلد کورو در نقش سولنج
- سکو سال در نقش احمد
- فلورانس توماسن در نقش الیزا
- برنار ورله